# Luis Yanes
Pour les articles homonymes, voir Yanes.
Luis Yanes, né le 29 octobre 1982 à Santa Marta (Colombie), est un footballeur colombien, qui évolue au poste d'attaquant au Zamora FC. Au cours de sa carrière il évolue au Boyacá Chicó, au Deportes Tolima, à l'Independiente Santa Fe, au Lille OSC, à l'Atlético Junior, au Cúcuta Deportivo et à La Equidad ainsi qu'en équipe de Colombie.
Yanes ne marque aucun but lors de ses cinq sélections avec l'équipe de Colombie en 2006.

## Biographie
Le 5 août 2007, il se blesse lors d'un match amical de la CFA face à Lesquin. Verdict : fracture du cinquième métatarse. 
Il ne retrouvera les terrains en match officiel qu'à l'occasion du match Nancy - Lille le 24 novembre 2007 mais il ne jouera que 2 matchs avec l'équipe pro du LOSC.
Il sera prêté au club colombien de Junior pour la saison 2008/2009. En août 2009, il résilie son contrat à l'amiable avec le LOSC.
- Première sélection A : Match amical, Giants Stadium, Colombie 1-1 Équateur, le 25 mai 2006

## Carrière
- 2001-2002 : Boyacá Chicó
- 2003 : Deportes Tolima
- 2003-2004 : Boyacá Chicó
- 2005-2007 : Independiente Santa Fe
- 2007-2008 : Lille OSC
- 2008-2009 : Atlético Junior
- 2009 : Cúcuta Deportivo
- 2010 : Independiente Santa Fe
- 2010 : Boyacá Chicó
- 2011 : La Equidad
- 2011- : Zamora FC [1]

## Palmarès

### En équipe nationale
- 5 sélections et 0 but avec l'équipe de Colombie en 2006.

### Avec Boyacá Chicó
- Vainqueur du Championnat de Colombie de football D2 en 2003.